# Núi Thiên Ấn
Núi Thiên Ấn là một ngọn núi và cũng được xem là một thắng cảnh của tỉnh Quảng Ngãi, Việt Nam.

## Vị trí
Thiên Ấn hay còn gọi là Kim Ấn Sơn là ngọn núi nằm ở tả ngạn sông Trà Khúc, thuộc địa phận xã Tịnh Ấn Đông và phường Trương Quang Trọng, Thành phố Quảng Ngãi, tỉnh Quảng Ngãi.

## Đặc điểm
Núi cao 106 m, tựa hình một chiếc ấn, bốn phía sườn có hình thang cân. Giữa thiên nhiên thoáng đãng, ngọn núi như chiếc ấn của trời cao niêm cạnh dòng sông xanh nên người xưa gọi là Thiên Ấn Niêm Hà.
Trên đỉnh núi có ngôi chùa cổ nằm dưới bóng cây cổ thụ, được Chúa Nguyễn Phúc Chu ban biển ngạch vào năm 1716. Năm 1830, ngọn núi được khắc vào dinh tự và năm 1850, vua Tự Đức đưa núi vào hàng danh sơn của đất nước và ghi vào tự điển. Phía Đông chùa có khu "Viên Mộ" thiết diện hình lục giác, gồm nhiều tầng, là nơi an táng các vị sư trụ trì của chùa và mộ nhà yêu nước Huỳnh Thúc Kháng (1876 - 1947).
Thiên Ấn niêm hà (dấu trời đóng bên sông) là một quả núi cao 106m nằm giữa đồng bằng huyện Sơn Tịnh ở tả ngạn của sông Trà Khúc, cách thành phố Quảng Ngãi hơn 3 km về hướng Bắc. Từ bến đò Trà Khúc năm xưa qua khỏi cầu Trà Khúc 1 nằm trong tuyến Quốc lộ 1 có thể nghỉ chân nắ ngắm cảnh Long Đầu hý thủy rồi theo quốc lộ 24B Trà Khúc – Sa Kỳ 2 km, bên tay phải có con đường trải nhựa, xoáy tròn trôn ốc lên đến tận đỉnh bằng phẳng hơn 10 mẫu. Chân núi rộng chu vi khoảng 5 km như một khối hình thang, chiếm mặt đất khoảng 50 mẫu.
Núi Ấn còn có nhiều tên gọi khác như: núi Hó, Kim Ấn Sơn, Thổ Sơn (núi đất), Thổ châu (núi đỏ). Xưa kia núi mọc toàn là tranh chen lẫn với đá, mặt đỉnh câu cối mộc sầm uất có cọp ở. Người dân trong làng thường dùng tranh của núi Ấn để lợp nhà, tuy nhiên, không ai dám bén mảng lên đỉnh và cho rằng đất là vùng đất thiêng.
Chân núi phía Đông Thiên Ấn có cái gò cao giống cái hộp đựng con dấu, gọi là hòn Triện. Mặt khác, ngày xưa các nho sĩ thường đến Thiên Ấn lấy đá non về mài mực viết vẽ, phê sách vở rất tốt. Cũng từ đó mà trong dân gian đã có câu:
" Son núi Ấn, mài hòn son Ấn, Ấn tốt son tươi
Nước sông Trà, pha nấu nước trà, trà thơm nước động"

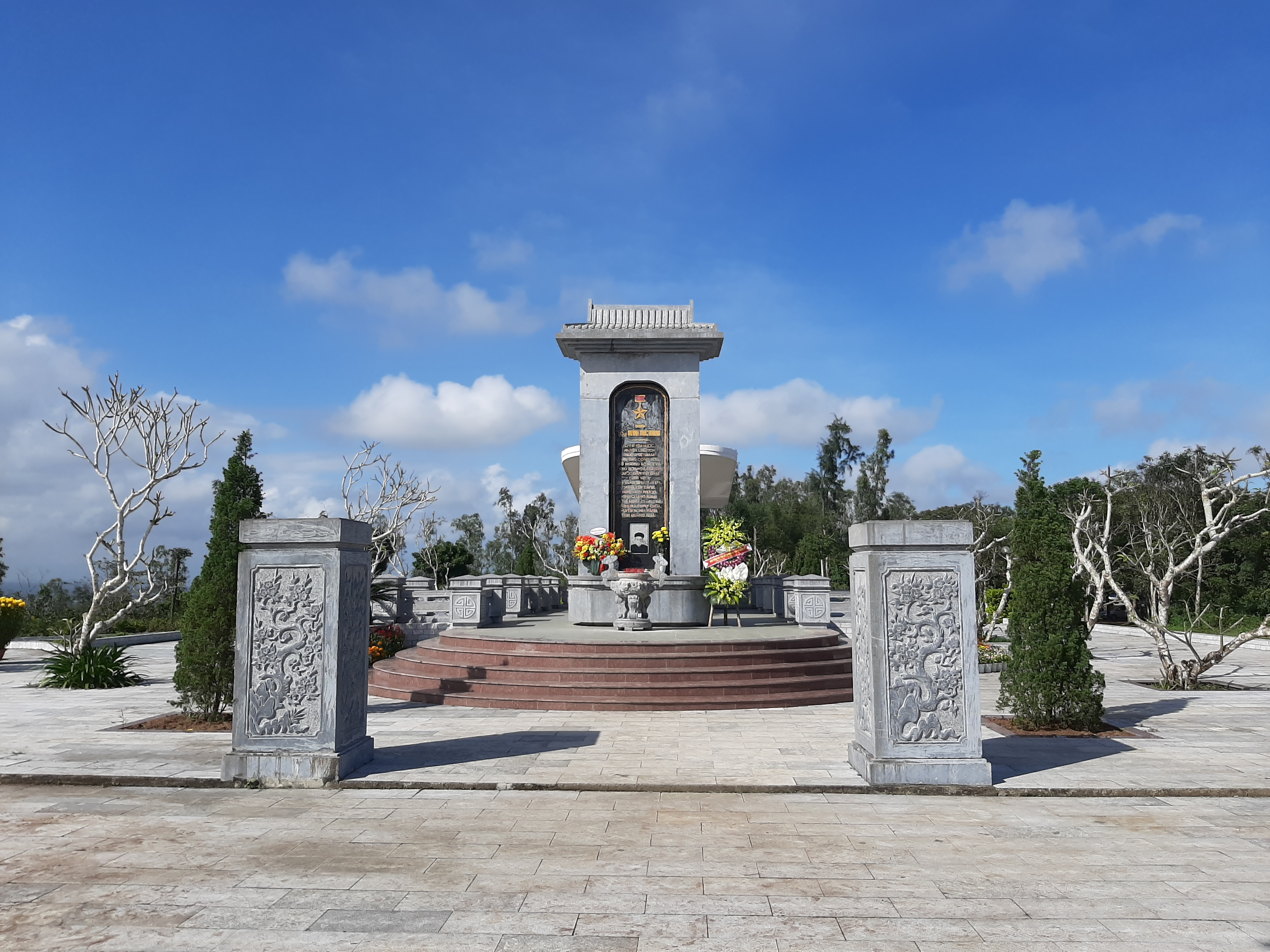
Mộ Huỳnh Thúc Kháng trên núi Thiên Ấn, Quảng Ngãi

Đứng trên Thiên Ấn có thể nhìn bao quát cả một khung cảnh thiên nhiên núi non thơ mộng. Phía Tây Thiên Ấn giáp với núi Long Đầu, phía Bắc giáp núi La Vọng. Ngoài cảnh đẹp núi non Thiên Ấn còn thu hút khách hành hương đến đây chiêm bái, hành lễ vì trên núi còn có mộ của cụ Huỳnh Thúc Kháng một nhà nho yêu nước, một chiến sĩ cách mạng trong thời kỳ đấu tranh đòi tự do dân chủ từ thực dân Pháp. Tọa lạc trên núi còn có "Sắc Tứ tổ đình Thiên Ấn" chứa đựng nhiều câu chuyện kỳ bí thú vị, được vua Lê sắc phong vào năm 1727.
Núi Thiên Ấn là đệ nhất thắng cảnh và là "núi thiêng" của người Quảng Ngãi. Năm 1990 núi Thiên Ấn - mộ cụ Huỳnh đã được Bộ Văn hóa - Thông tin Việt Nam xếp hạng di tích và thắng cảnh quốc gia.